# Урбиций
Тази страница не се отнася до Урбиций, епископ на Мец през пети век
Урбиций (починал ок. 805) е френски монах, сега католически светец. Бил пленен от сарацини, избягал и станал отшелник в Пиренеите, в Арагон. Празникът му е на 15 декември. Ermita de San Úrbez, Уеска, е наречена на негово име.